# 頂新國際集團
頂新國際集團是臺灣一家以食品產銷為中心的企業集團，由彰化永靖出身的魏應州、魏應交、魏應充、魏應行四兄弟共同創立。其旗下擁有的知名品牌有康師傅、味全、中國大陸地區FamilyMart、德克士等，事業版圖橫跨大中華地區。

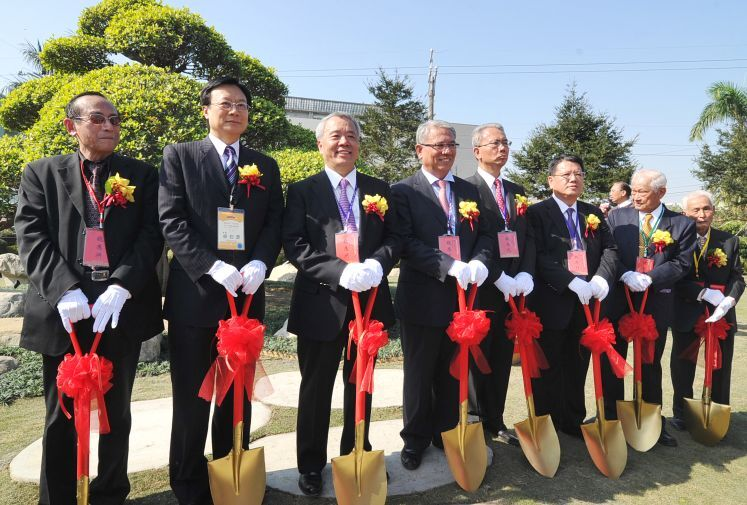
左三起人物為魏應州、魏應交、魏應充、魏應行（攝於2013年）

## 沿革

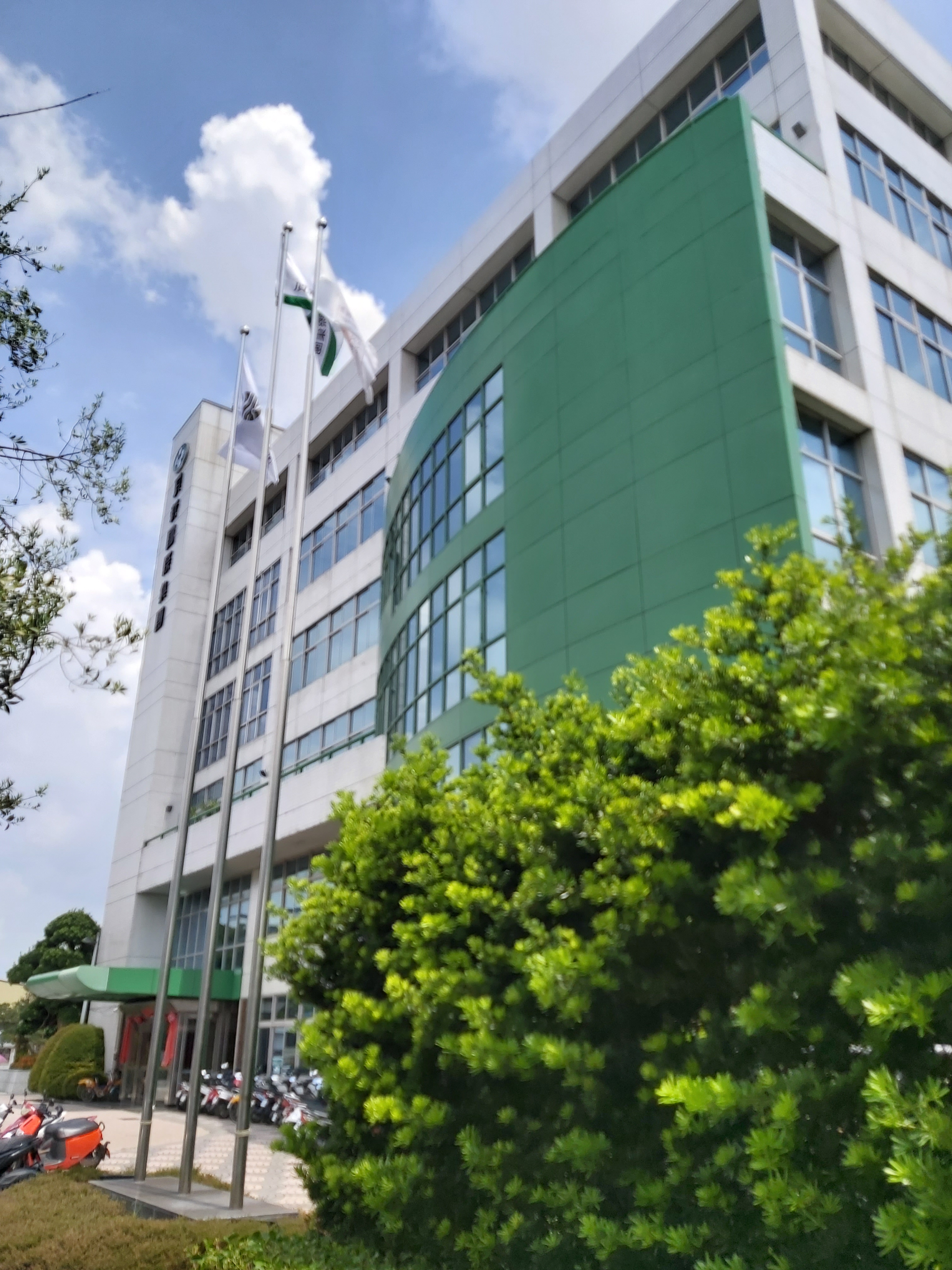
頂新製油實業於彰化永靖的總部

1958年，魏氏四兄弟的父親魏和德在彰化縣永靖鄉創辦「鼎新製油工廠」，1974年更名為「頂新製油公司」，以生產工業用蓖麻油為主。
1989年，於北京成立頂好制油公司。
1990年，魏氏四兄弟赴中國大陆投資，投入食品製造領域，推出了「頂好清香油」、「康萊蛋酥卷」等產品，但市場反應不佳。
1991年，魏氏四兄弟決定投資生產即食產品，選中天津經濟技術開發區做為第一個生產基地。
1992年，「天津頂益國際食品有限公司」投入營運，進入速食麵事業。同年，「康師傅」方便麵正式上市，使速食麵風行中國大陸，康師傅的品牌知名度漸為人所知。
1994年，天津頂益獲中國首屆國產名優速食麵食品、快餐食品獎、中國食品及食品包裝、技術包裝博覽會金獎。
1995年，成立天津頂園進入糕餅事業及飲品（同年獲中國公共關係協會授與頂新國際集團「全國企業形象最佳單位」），逐漸成為多角經營的食品品牌。
1998年，魏應充與魏應行等人收購台灣食品大廠味全約2成股權，成功從創辦人黃烈火家族手中取得味全經營權。
1998年，頂新和德文教基金會鄉民藝廊及和德園成立，回饋鄉親。
2002年，頂新集團將康師傅速食麵品牌引入台灣，大部分產品委託味全代工。
2005年，頂新集團收購正義股份有限公司（CHENG I FOOD CO.,LTD.），為台灣知名加工油脂公司。
2009年，頂新集團收購台北101營運機構台北金融大樓公司約三成的股權，成為最大股東。
2009年12月，頂新集團委託永豐證券發行TDR，後來向永豐金收取的7500萬退佣。
2012年3月31日，頂新集團旗下康師傅控股有限公司完成與百事公司中国大陸饮料业务之战略联盟，承攬百事公司於中國大陸地區非酒精性飲料之制造、灌装、包装、销售及分销。
2013年1月25日，頂新集團以「INHON」品牌推出智慧型手機產品。
2013年5月6日，頂新集團旗下连锁速食餐厅德克士在台北101开设台湾首家店铺。
2014年10月，因為餿水油與飼料油事件的影響，頂新被勒令關閉旗下頂新製油與正義兩家公司的製油工廠，部分涉案人員收押禁見。11月8日，涉案人員交保。
2014年12月5日，馬來西亞IOI集團以251.4億新台幣（約8.07億美元），從頂新集團手中購買台北金融大樓公司37.1%的股權。後來由於財政部反對而破局。
2023年2月7日，宣布位於广东省江门市蓬江区棠下镇的子公司，將投資10亿扩建扩产（旗下位於粤港澳大灣區的江门顶津食品有限公司）。

## 爭議事件

### 越南油案
2014年9月起，台灣因接連爆發油品安全事件，衛福部開始徹查輸台豬油之油品合法性及是否可否食用之相關問題。10月9日，食藥署接獲駐越南代表處電報轉越南工商部回覆，頂新製油的豬油供應商DAI HANH PHUC CO.,LTD（譯：大幸福）主要生產原料為魚油、豬油等動物脂油，並用於生產加工脂.油類產品，該公司之脂、油類產品主要作為飼料，並供給國內外市場，包括輸往台灣。同日，食藥署暫停受理越南牛油及豬油之輸入食品查驗，並於10月11日命頂新製油所有自越南進口之豬油、牛油、椰子油之油品均暫停作業、停止販賣並封存相關產品，且以頂新製油越南進口豬油所製成54項產品為原料之食品，應辦理下架作業。

#### 刑事訴訟
2014年10月30日，臺灣彰化地方檢察署以涉嫌違反《食品安全衛生管理法》、《商業會計法》等罪嫌對頂新公司、負責人魏應充、前後任總經理常梅峯、陳茂嘉、屏東廠廠長曾啟明、品管組組長蔡俊勇，以及越南大幸福公司負責人楊振益等人提起公訴。2015年1月，魏應充、常梅峯、陳茂嘉和楊振益等人聲請具保停止羈押，分別以新台幣一億元（後提高為三億元）、五佰萬元、五佰萬元、五佰萬元交保，並限制住居、出境、出海，且須定時向當地所屬警察機關報到。
2015年11月27日一審結果出爐，臺灣彰化地方法院新聞稿列出九點，認為基於檢方無法舉證頂新販售的是無法供人體食用的劣油等因素，判決魏應充等6名被告無罪。2015年12月10日彰化地檢署因不服判決提出上訴，頂新隨後表示越南的官方函文說明大幸福公司的上游，有相關的合格證明與來源證明，並沒有不能供人食用的情形。2018年4月27日二審宣判，臺灣高等法院臺中分院改判魏應充15年、常梅峯8年6月、陳茂嘉11年6月、楊振益8年6月有期徒刑；曾啟明、蔡俊勇則無罪。2019年1月大幸福公司已取得越南官方函文，證明油品安全，並無違背法令。因此，根據《刑事訴訟法》規定，魏應充的有罪判決有「判決違背法令」之虞，上訴最高法院後，應予撤銷發回更審。
2019年11月6日，中華民國最高法院判決魏應充7罪不得易科罰金，合計5年9月徒刑定讞；另19罪得易科罰金，其餘45罪撤銷發回更審。
2020年1月8日，魏應充油品案合併執行4年8月，發監臺北監獄執行，魏應充8日上午到台北地檢署執行科報到，隨後由法警押解上車發監執行。2021年1月18日獲假釋。
2020年11月26日，台中高分院更一審宣判，原本二審判15年徒刑，其中得易科罰金6年、不得易科9年，更一審就原本二審被撤銷發回部分改判魏應充9年2月，其中4年10月不得易科罰金，4年4月可易科罰金。頂新製油公司表示，當年衛生福利部清查油品進口商背景時，越南工商部回函指稱，向頂新出口油品的越南大幸福公司，未具有食品安全條件合格證書，引發後續調查及起訴，所謂「罪證」也都是圍繞此證書「拼湊」而來，並強調全案發展至今已有17項新證據可證明工商部出具瑕疵函文，相關罪證也都不成立，遺憾法院未進行新證據調查，逕自在違反無罪推定的原則下重判，頂新製油將在收到判決書後提出上訴，捍衛清白。
2022年7月29日，最高法院再判決魏應充9年2月徒刑定讞，其中4年10月徒刑不得易科罰金。

#### 民事訴訟
2017年8月，針對頂新的相關消費者訴訟結果出爐。台灣消費者保護協會針對頂新製油公司違法部分，為卅九所學校、共一萬六百五十名師生提出食安團訟，要求賠償每人九萬、共九億五千萬元。彰化地方法院民事庭2017年8月16日判頂新需為「爭議油品」付出1023萬元的賠償。另外，台北地方法院2017年8月11日判決頂新無須賠償、正義公司須賠償40萬5千元。
2022年8月4日，統清公司、統一公司、統一超商公司與頂新公司等，對於彰化地方法院105年11月15日受理，關於商譽及業務之重大損害的案件，達成訴訟上和解，由頂新公司及相關負責人魏應充、陳茂嘉連帶給付原告共計新台幣1億7000萬元。

### 味全油案
2013年11月3日，頂新集團味全公司21項油品混摻大統長基含銅葉綠素的橄欖油，隱匿不報達19天，事件爆發後，屏東縣衛生局抽驗頂新製油實業公司屏東廠大統原油及儲存於廠房的成品、味全市售油品及油槽裡的不明油品共31件中，發現只有大統綠橄欖油原油及葡萄籽油銅葉綠素比對結果呈陽性。董事長魏應充、總經理張教華相繼於記者會上表示味全油品受第三方檢驗皆合格。2013年11月7日，魏應充、張教華分別以1000萬元和500萬元交保，兩人均限制出境。
2014年4月7日，衛生福利部食品藥物管理署表示，國際橄欖理事會決議採用台灣所開發的銅葉綠素檢驗方法。隨後於
2014年4月15日，歐洲經貿辦事處於新聞訊息上公佈《銅葉綠素和食用油－基本資料》(《Copper Chlorophyll and Edible Oil – Factsheet》)文件，其中第11點中指出，由於目前台灣採取的檢測方法不適用於偵測橄欖粕油是否含有人工添加銅葉綠素，國際橄欖理事會要求台灣停止以此分析測試方法做為判斷食用油品是否有添加銅葉綠素的依據，並等待國際橄欖理事會研究結果。
味全油品案進入二審階段，此次智慧財產及商業法院在味全案二審判決的見解舉足輕重，因為其見解將會大大影響行銷和廣告的界線。。味全油品案2017年4月27日經台北智慧財產法院宣判，頂新製油兼味全前董事長魏應充、頂新製油前總經理常梅峰等人，因味全調合油包裝與標示問題分別被依虛偽標示、詐欺罪判刑2年、1年6個月；而原料向大統採購部分，合議庭則認為，頂新製油方面對於大統販售摻有銅葉綠素的橄欖油、葡萄籽油並不知情，包含魏應充在內的各被告被判無罪。對於此案的有罪判決，司法監督媒體《法操》提出質疑，認為法官在判決內容中呼籲食品相關機關，應盡速制定標準，清楚界定廣告不實與詐欺取財間的差異，顯示現行的法令界定模糊，《法操》質疑，若沒有相關標準，法官對於本案「又如何能劃出『廣告不實』和『詐欺取財』的界線？」。
魏應充於2017年7月28日報到入監服刑，並於2018年12月17日假釋出獄。服刑的原因是因為橄欖油、葡萄籽油商品中棕櫚油佔了98%，而對於原料使用大統販售摻有銅葉綠素的橄欖油、葡萄籽油的部分判無罪。

### 政治獻金案
2014年12月18日，周玉蔻爆料頂新捐贈未申報的政治獻金二億元，並於12月23日指出拿了秘密政治獻金的人是馬英九。特偵組對此於12月25日分案調查。對此，頂新官方曾於12月22日澄清周玉蔻爆料之政治獻金案不存在。2015年6月18日，特偵組召開記者會說明，主任郭文東針對偵辦名嘴周玉蔻爆料總統馬英九疑似收受頂新政治獻金案，以及前民進黨發言人徐佳青爆料前總統陳水扁曾收受建商數十億元捐款案，指出經過傳喚相關證人、調閱相關資料後認無具體犯罪事證而簽結。

### 其他油案
屏東強冠油案
2014年9月4日，衛生福利部食品藥物管理署表示，強冠公司收購自「屏東郭烈成工廠」所回收榨過的廢油和餿水油，以33％劣質油混合67％豬油，出廠成為「全統香豬油」油品，多家知名下游廠商皆中標使用強冠公司黑心油品。臺北市政府衛生局晚間召開記者會，說明頂新集團味全公司製造的肉醬、肉酥等12款加工製品，皆使用強冠公司「全統香豬油」製成，衛生局已要求業者先將相關的產品全面下架。另一說是味全主動針對產品通報、封存、預防性下架，並非衛生局要求。2016年6月17日鑫好企業負責人吳容合涉嫌將飼料用油品，賣給頂新集團旗下正義油品混充食用豬油，再製成知名豬油產品，台南地院認定吳容合犯下詐欺取財罪，判處有期徒刑4年，又犯下食品安全衛生管理法之罪，處有期徒刑4年，應執行有期徒刑6年6個月，同時判處科罰鑫好企業新台幣500萬元，未扣案的犯罪所得1342萬4932元全數沒收，若全部或部分無法沒收，以鑫好財產抵償。2019年高雄高分院更二審判處郭烈成合併有期徒刑20年，但未定執行刑；強冠公司董事長葉文祥則因餿油案遭最高法院判處22年定讞並執行中。
鑫好油事件
2014年10月8日，臺灣臺南地方法院檢察署查獲，鑫好公司負責人、前頂新集團旗下正義公司業務代表吳容合涉嫌謊稱飼料油為食用豬油並賣給正義公司，其旗下油品「維力清香油」、「維力香豬油」、「正義香豬油」等油品皆混充飼料油。。||2016年6月17日鑫好企業負責人吳容合涉嫌將飼料用油品，賣給頂新集團旗下正義油品混充食用豬油，再製成知名豬油產品，台南地院認定吳容合犯下詐欺取財罪，判處有期徒刑4年，又犯下食品安全衛生管理法之罪，處有期徒刑4年，應執行有期徒刑6年6個月，同時判處科罰鑫好企業新台幣500萬元，未扣案的犯罪所得1342萬4932元全數沒收，若全部或部分無法沒收，以鑫好財產抵償。

### 其他事件
味全奶粉驗出阪崎腸桿菌
2008年10月，頂新旗下味全公司透過香港代理商出口至中國大陸的嬰兒奶粉，在被檢驗出含有「偽陽性」阪崎氏腸桿菌。
2009年2月2日，味全召開記者會表示，整批問題奶粉當日就已銷毀，並未進入中國大陸境內。對此，衛生署官員表示，該批嬰兒奶粉係針對中國大陸市場設計，臺灣沒有上市，民眾不必擔心。。
2009年2月10日，味全發聲明稿澄清，衛生署公布檢測結果顯示，味全奶粉不含阪崎氏腸桿菌。
康師傅花生油事件
2012年1月廣東省東莞市中堂鎮的永隆食品廠遭工商部門查獲大批問題油，其以大豆油、棕櫚油、粗製棉籽油和違法添加的花生油香精混入勾兌（調和）成花生油，並賣給康師傅在內等十多個品牌。
永靖廠環境惡臭
2012年，一名住永靖鄉的民眾寫信給頂新二董魏應交，訴說頂新永靖廠造成當地環境惡臭。當時魏應交承諾止臭並簽署承諾書，但直至2014年10月未兌現。
魏家祖厝水利地爭議事件
2014年10月14日，魏家修復祖厝成美堂被鄉民指控侵佔水利地，讓兩百多戶居民得擠窄道、繞道進出。成美堂2015年6月23日澄清，該新聞所指水利地原本即雜草叢生，並無道路可通行；而該區主要為詹姓聚落約30戶居民，並非兩百多戶，且居民平時以中山路一段972巷與永社路為主要交通道路，並無繞道而行之舉。
松青超市販賣過期食品
2014年10月15日，台中衛生局針對轄內14家頂新集團旗下的松青超市全面稽查，查獲4家使用過期食材改製或改標成15項的熟食販售。台中地檢署起訴書指出，松青超市台中市三豐、大甲、光復、黎明4家分店將賣不完的過期小菜改標延長保存期限，或加熱改製成便當、炸物熟食重新上架。檢方認為，松青4家分店將過期食品再販售，嚴重損及消費者權益，依詐欺取財未遂等罪起訴4名店長及2名店員。
中國 Family Mart 分潤黑箱
2019年與日本全家FamilyMart在中國合資經營在擁有超過2,500家分店的全家中國(Chinese FamilyMart)，依據合約應依營業額支付1%的權利金，頂新集團連續7個月遲未依約支付權利金，日本全家在分潤情況不明且未如期收到權利金的情況下，在中國全家所成立的英屬開曼群島法院遞交訴狀，要求頂新集團應讓出全家中國的60%股權。
2024年2月29日，台湾全家发布公告，称将透過新設華東合資公司在大陸地區投資上海福滿家便利店有限公司、蘇州福滿家便利店有限公司、杭州市頂全便利店有限公司、無錫福滿家便利店有限公司，同时于新设公司保留9%股权。此新設公司由台灣全家持股約9%、日本全家持股11%、顶新集团旗下的頂全公司持股80%，原由FamilyMart与頂全合作经营的廣州、成都、深圳、北京、東莞5座城市的全家便利店业务則改由頂全獨資經營。同年3月4日，《日本经济新闻》也据此披露，对于中国所有地区均与顶新集团合作运营的情况，今后除了上海等中国东部地区以外，部分地区的全家便利店将以连锁加盟方式拓展业务。3月7日，中国大陆全家官方宣布，FamilyMart与顶新国际集团就全家（FamilyMart）在中国大陆市场的扩大发展达成重组协议，双方将继续展开积极的合作，但并未具体提及合作方式。外界认为，FamilyMart与顶新之间就中國FamilyMart分潤产生的法律纠纷问题可能暂时告一段落。

## 味全龍回歸中職
經過前中華職棒球星張泰山跟頂新集團「三董」魏應充懇談後，確定味全龍將回歸中華職業棒球大聯盟。2019年4月29日味全龍正式提交中職加盟企劃書。同年5月13日中職常務理事會通過味全龍的申請。6月24日經中華職棒會員大會確認後完成加盟程序，味全龍成為中華職棒第五隊，將於2021年球季加入，以斗六棒球場作為訓練基地，於8月17日開訓。2020年2月5日在斗六棒球場展開回歸中職後的第一個春訓，也是睽違了21年的味全龍隊春訓。

## 關係企業及基金會

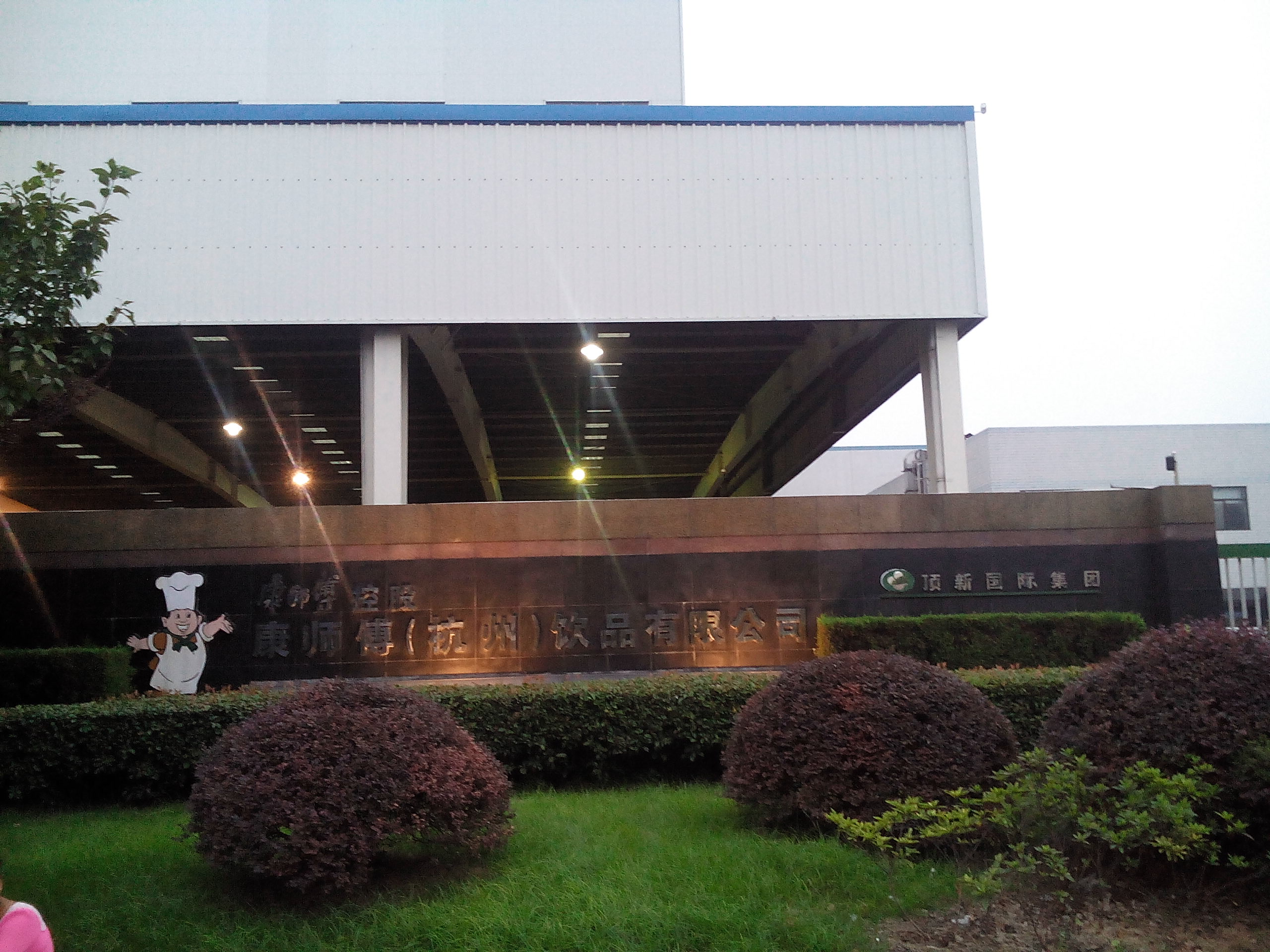
位于下沙杭州经济技术开发区的康师傅（杭州）饮品有限公司厂房

### 食品
- 天津顶益国际食品有限公司
- 康師傅
  - 康師傅方便食品有限公司
  - 康師傅方便麵有限公司
  - 康師傅糕餅有限公司
  - 康師傅飲品有限公司
  - 康師傅（吉林）長白山飲品有限公司
  - 台灣康師傅食品股份有限公司（2017年11月18日已解散清算完成）
  - 天津康師傅方便麵印象館[64]
  - 天津康師傅飲品品牌體驗館[65]
  - 杭州康師傅方便麵印象館[66]

- 味全
  - 味全食品工業股份有限公司（台灣味全，成立於1953年）
  - 北京味全食品有限公司（中國味全，成立於1993年）
  - 味全（安吉）乳品專業牧場有限公司（中國）
  - 順胜實業股份有限公司（林鳳營牧場）

- 江门顶津食品有限公司

### 糧油
- 頂伸貿易股份有限公司
- 金色大地公司[67]

### 流通與零售通路
- 中國青年商店股份有限公司（中青生鮮）
- 中國FamilyMart全家便利店（頂全，不含港澳地區；华东地区與日本FamilyMart合資，廣州、成都、深圳、北京、東莞独资经营）[68][69][70]
- 松青超市 （已售出；2015年11月12日，味全將松青超市交易給全聯福利中心）

### 農場
- 台灣味全埔心牧場（已售出；2018年11月13日，味全將埔心牧場交易給三立集團）

### 包裝材料
- 欣全實業股份有限公司（塑膠製品）
- 顶正印刷包材有限公司

### 地產
- 頂禾開發公司（臺灣）
- 頂昱投資公司（中國）
- 頂發投資股份有限公司
- 頂率開發股份有限公司
- 頂基開發股份有限公司
- 頂安開發股份有限公司
- 頂超開發股份有限公司[71]
- 頂清開發股份有限公司
- 頂正開發股份有限公司
- 頂立開發實業股份有限公司
- 上海金球名豪企业发展有限公司
- 景上境（上海）酒店管理有限公司

### 服務業
- 布列德麵包股份有限公司
- 德克士（中國西式快餐）
  - 德克士公司（中國，創立於1994年，以加盟店為主）
  - 台灣頂巧餐飲事業股份有限公司
- 康师傅私房牛肉面
- 有乐和食拉面
- 牛乐亭烤肉
- 成美文化園區
  - 成美公堂
  - 和德園
  - 鉅鹿堂
  - 如雪園
  - 頂新麵食博物館

### 其他產業
- 应宏科技集团有限公司（INHON，3C產品），董事長為頂新集團魏應州次子魏宏帆。[9][72]
- 昆山同寅興業機電製造有限公司
- 領峰國際自行車股份有限公司，旗下自行車品牌為「高士特」（Gusto）。[73][74]

以下公司股東資料為交叉持股，並非是頂新子公司：
- 水之源企業股份有限公司
- 康合國際貿易股份有限公司
- 味全龍棒球
- 康國行銷股份有限公司
- 福頂食品股份有限公司
- 利嘉營造有限公司
- 臺北卡樂比食品股份有限公司
- 優味企業股份有限公司
- 能率開發有限公司
- 頂信投資股份有限公司
- 英格莉國際開發股份有限公司

### 基金會
- 頂新和德文教基金會 （页面存档备份，存于）
- 頂新公益基金會
- 頂新和德基金（原名食安基金）
- 灃食公益飲食文化教育基金會
- 好食好事基金會

## 社會評價與相關報導
2010年，馬英九在與蔡英文辯論ECFA時曾稱讚頂新、旺旺是「鯨魚返鄉」。
2013年11月1日，中國時報報道稱黑心油風暴涉及慈濟所用的香積麵，魏應充作為慈濟弟子兼慈濟人道救援食品組召集人，更顯諷刺。並稱證嚴法師出面發聲告誡魏應充做對社會正面的事。
在該集團爆發多起重大食品安全事件後，媒體普遍持批判態度，如《蘋果日報》「蘋論」專欄評論為「頂新魏家為富不仁」。《聯合報》社論稱「如此鮭魚返鄉：頂新忘了帶回社會責任」。《中國時報》短評：「三振無良企業」。民眾到賣場購物時，也互相提醒別購買該企業之食品。
2014年10月13日，與頂新集團往來的各大銀行召開緊急會議，決定全面凍結頂新集團各公司，包括頂新、味全、正義等關係企業的貸款；已動用的額度到期收回，未動用的額度則不能再動用。11月1日，財政部邀集9大公股銀行總經理開會，對頂新集團授信達成契約到期不續借、調高利率等5大「緊縮銀根」共識。對此，頂新集團表示將盡力調度資金。
2014年10月21日，中時電子報一則評論，指頂新指責魏家不良油品戕害國人身體，重創民眾互信的人心。並指頂新的當事人魏應充是慈濟成員，導致部分社會人士批評慈濟。

## 相關學術捐贈
- 2007年，於日本早稻田大學創校125周年時捐贈設立「頂新國際集團紀念學生閱讀室」。[84]
- 2007年，於彰化永靖地區設立農村課輔班。[85]
- 2007年至2014年連續七年贊助永靖國中棒球隊，捐款超過1000萬元，目前正籌備《接棒未來》基層棒球公益計畫。[86]
- 2009年，於日本早稻田大學設立「頂新国際集団康師傅奨学資金制度」。[來源請求]
- 2011年，開始「北京清華-頂新兩岸領袖生計畫」。[87][88]
- 2013年及2014年，捐贈國立中山大學共計新台幣6600萬元，並成立「頂新人文藝術中心」。[89]
- 2014年10月18日，國立台灣大學食品科技研究所決議以「最高道德標準」、「保護食科所」為由，終止與頂新集團已合作四年的獎學金。[90]另國立政治大學則以「良心比錢重要」為由，中止來自頂新集團為期五年的獎學金。[91]
- 於長榮大學設立「魏和德先生學生重大急難救助金」、「魏和德先生清寒優秀學生獎學金」。[92]
- 2016年，頂新和德文教贊助活動經費及捐贈百萬進口商旅車。[93]
- 2017年，頂新和德文教基金會「接棒未來」計畫，支持彰化縣9所小學少棒隊，發展基層棒球。[94]
- 2018年，鼓勵食安把關魏家兄弟捐款獎助屏科大食安所。[95]

## 外部連結
- 顶新国际集团 （页面存档备份，存于）（简体中文）